# 畢竟
| ウィキペディアには「畢竟」という見出しの百科事典記事はありません（タイトルに「畢竟」を含むページの一覧/「畢竟」で始まるページの一覧）。 代わりにウィクショナリーのページ「畢竟」が役に立つかもしれません。 |